# Indywidualne mistrzostwa świata w long tracku
Indywidualne mistrzostwa świata w long tracku – zawody żużlowe na długim torze, rozgrywane od 1957 roku. Do 1970 roku zawody organizowano pod szyldem indywidualnych mistrzostw Europy.

## Medaliści
| 5 rund                                                     |
| ---------------------------------------------------------- |
| Aduard Cloppenburg Pfarrkirchen Marmande Mariańskie Łaźnie |

| 5 rund                                                      |
| ----------------------------------------------------------- |
| Aduard Marmande Abingdon-on-Thames Scheeßel Mühldorf am Inn |

| 5 rund                                            |
| ------------------------------------------------- |
| Jübek Marmande Eenrum Berghaupten Mühldorf am Inn |

| 5 rund                                              |
| --------------------------------------------------- |
| Jübek Abingdon-on-Thames Eenrum Morizès Harsewinkel |

| 4 rundy                            |
| ---------------------------------- |
| Parchim Tonbridge Herxheim Morizès |

| 5 rund                                                    |
| --------------------------------------------------------- |
| Bielefeld Saint-Colomb-de-Lauzun Scheeßel Morizès Parchim |

| 6 rund                                                            |
| ----------------------------------------------------------------- |
| Bielefeld Mühldorf am Inn Marmande Tonbridge Morizès New Plymouth |

| 5 rund                                               |
| ---------------------------------------------------- |
| Bielefeld Marmande Pfarrkirchen Morizès New Plymouth |

| 4 rundy                                  |
| ---------------------------------------- |
| Mühldorf am Inn Marmande Parchim Morizès |

| 3 rundy                      |
| ---------------------------- |
| Saint-Macaire Morizès Vechta |

| 3 rundy                             |
| ----------------------------------- |
| Pfarrkirchen Saint-Macaire Marmande |

| 4 rundy                                        |
| ---------------------------------------------- |
| Mariańskie Łaźnie Saint-Macaire Morizès Vechta |

| 5 rund                                             |
| -------------------------------------------------- |
| Mariańskie Łaźnie Marmande Herxheim Morizès Vechta |

| 6 rund                                                              |
| ------------------------------------------------------------------- |
| Pfarrkirchen Saint-Macaire Marmande Eenrum Vechta Mariańskie Łaźnie |

| 6 rund                                                 |
| ------------------------------------------------------ |
| Mariańskie Łaźnie Forus Forssa Marmande Vechta Morizès |

| 6 rund                                         |
| ---------------------------------------------- |
| Forssa Forus Groningen Marmande Morizès Vechta |

| 6 rund                                       |
| -------------------------------------------- |
| Forssa Forus Marmande Rzeszów Vechta Morizès |

| 4 rundy                                   |
| ----------------------------------------- |
| Herxheim Marmande Morizès Mühldorf am Inn |

| 4 rundy                                |
| -------------------------------------- |
| Herxheim Eenrum Vechta Mühldorf am Inn |

| 5 rund                                       |
| -------------------------------------------- |
| Mühldorf am Inn Eenrum Forssa Morizès Vechta |

| 5 rund                                           |
| ------------------------------------------------ |
| Herxheim La Réole Mühldorf am Inn Eenrum Morizès |

| 5 rund                                         |
| ---------------------------------------------- |
| Herxheim La Réole Roden Eenrum Mühldorf am Inn |

| 5 rund                                          |
| ----------------------------------------------- |
| Herxheim La Réole Mühldorf am Inn Morizès Roden |

| 2 rundy         |
| --------------- |
| Morizès Rzeszów |

| 2 rundy          |
| ---------------- |
| Marmande Rzeszów |

| 6 rund                                                |
| ----------------------------------------------------- |
| Rzeszów Mühldorf am Inn Scheeßel Morizès Vechta Roden |

| 6 rund                                                          |
| --------------------------------------------------------------- |
| Herxheim Ostrów Wlkp. Marmande Scheeßel Morizès Mühldorf am Inn |

| 5 rund                                  |
| --------------------------------------- |
| Herxheim Marmande Scheeßel Vechta Roden |

| 4 rundy                                 |
| --------------------------------------- |
| Mühldorf am Inn Marmande Scheeßel Roden |

## Klasyfikacja medalowa
Poniższe zestawienia obejmują medalistów począwszy od roku 1971.

### Według zawodników
Stan po sezonie 2024
| Lp. | Zawodnik              | Państwo            | Lata      | Złoto | Srebro | Brąz | Razem |
| --- | --------------------- | ------------------ | --------- | ----- | ------ | ---- | ----- |
| 1.  | Gerd Riss             | Niemcy             | 1991–2009 | 8     | 1      | 4    | 13    |
| 2.  | Simon Wigg            | Wielka Brytania    | 1985–1995 | 5     | 2      | –    | 7     |
| 3.  | Robert Barth          | Niemcy             | 1996–2006 | 4     | 3      | 2    | 9     |
| 4.  | Karl Maier            | Niemcy             | 1980–1993 | 4     | 2      | 4    | 10    |
| 5.  | Joonas Kylmäkorpi     | Finlandia          | 2006–2014 | 4     | 2      | 1    | 7     |
| 6.  | Kelvin Tatum          | Wielka Brytania    | 1995–2004 | 3     | 4      | 1    | 8     |
| 7.  | Martin Smolinski      | Niemcy             | 2012–2024 | 3     | 3      | –    | 6     |
| 8.  | Egon Müller           | RFN                | 1974–1984 | 3     | 2      | 2    | 7     |
| 9.  | Ivan Mauger           | Nowa Zelandia      | 1971–1976 | 3     | 2      | –    | 5     |
| 10. | Erik Riss             | Niemcy             | 2014–2016 | 2     | 1      | –    | 3     |
| 11. | Mathieu Trésarrieu    | Francja            | 2007–2022 | 2     | –      | 5    | 7     |
| 12. | Erik Gundersen        | Dania              | 1984–1986 | 2     | –      | –    | 2     |
| 13. | Jannick de Jong       | Holandia           | 2013–2016 | 1     | 3      | –    | 4     |
| 14. | Alois Wiesböck        | RFN                | 1974–1982 | 1     | 2      | 1    | 4     |
| 15. | Ole Olsen             | Dania              | 1973–1979 | 1     | 1      | 3    | 5     |
| 16. | Anders Michanek       | Szwecja            | 1977–1981 | 1     | 1      | 1    | 3     |
| 16. | Dimitri Bergé         | Francja            | 2015–2019 | 1     | 1      | 1    | 3     |
| 18. | Lukas Fienhage        | Niemcy             | 2020–2024 | 1     | 1      | –    | 2     |
| 19. | Marcel Gerhard        | Szwajcaria         | 1986–1993 | 1     | –      | 2    | 3     |
| 20. | Shawn Moran           | Stany Zjednoczone  | 1983–1987 | 1     | –      | 1    | 2     |
| 21. | Michael Lee           | Wielka Brytania    | 1981      | 1     | –      | –    | 1     |
| 21. | Tommy Dunker          | Niemcy             | 1997      | 1     | –      | –    | 1     |
| 21. | Romano Hummel         | Holandia           | 2021      | 1     | –      | –    | 1     |
| 24. | Manfred Poschenrieder | RFN                | 1971–1973 | –     | 2      | 1    | 3     |
| 25. | Hans Siegl            | RFN                | 1973–1977 | –     | 2      | –    | 2     |
| 25. | Jiří Štancl           | Czechosłowacja     | 1983–1985 | –     | 2      | –    | 2     |
| 25. | Aleš Dryml            | Czechosłowacja     | 1989–1991 | –     | 2      | –    | 2     |
| 28. | Peter Collins         | Wielka Brytania    | 1978–1986 | –     | 1      | 2    | 3     |
| 29. | Christoph Betzl       | RFN                | 1980–1981 | –     | 1      | 1    | 2     |
| 29. | Steve Schofield       | Wielka Brytania    | 1997–1998 | –     | 1      | 1    | 2     |
| 29. | Bernd Diener          | Niemcy             | 1996–2004 | –     | 1      | 1    | 2     |
| 29. | Richard Speiser       | Niemcy             | 2010–2011 | –     | 1      | 1    | 2     |
| 29. | Theo Pijper           | Francja · Holandia | 2010–2021 | –     | 1      | 1    | 2     |
| 29. | Kenneth Hansen        | Dania              | 2020–2023 | –     | 1      | 1    | 2     |
| 29. | Chris Harris          | Wielka Brytania    | 2022–2023 | –     | 1      | 1    | 2     |
| 29. | Zach Wajtknecht       | Wielka Brytania    | 2022–2024 | –     | 1      | 1    | 2     |
| 37. | Klaus Lausch          | RFN                | 1988      | –     | 1      | –    | 1     |
| 37. | Mitch Shirra          | Nowa Zelandia      | 1992      | –     | 1      | –    | 1     |
| 37. | Andre Pollehn         | Niemcy             | 1994      | –     | 1      | –    | 1     |
| 37. | Glen Phillips         | Wielka Brytania    | 2008      | –     | 1      | –    | 1     |
| 37. | Stéphane Trésarrieu   | Francja            | 2009      | –     | 1      | –    | 1     |
| 37. | Michael Härtel        | Niemcy             | 2017      | –     | 1      | –    | 1     |
| 43. | Dirk Fabriek          | Holandia           | 2008–2009 | –     | –      | 2    | 2     |
| 43. | Josef Franc           | Czechy             | 2012–2017 | –     | –      | 2    | 2     |
| 45. | Runo Wedin            | Szwecja            | 1971      | –     | –      | 1    | 1     |
| 45. | Jon Ødegaard          | Norwegia           | 1972      | –     | –      | 1    | 1     |
| 45. | Josef Aigner          | RFN                | 1980      | –     | –      | 1    | 1     |
| 45. | Chris Morton          | Wielka Brytania    | 1988      | –     | –      | 1    | 1     |
| 45. | Hans-Otto Pingel      | RFN                | 1990      | –     | –      | 1    | 1     |
| 45. | Jan Osvald Pedersen   | Dania              | 1991      | –     | –      | 1    | 1     |
| 45. | Walter Scherwitzki    | Niemcy             | 1995      | –     | –      | 1    | 1     |
| 45. | Glenn Cunningham      | Wielka Brytania    | 1997      | –     | –      | 1    | 1     |
| 45. | Matthias Kröger       | Niemcy             | 2000      | –     | –      | 1    | 1     |
| 45. | Paul Hurry            | Wielka Brytania    | 2005      | –     | –      | 1    | 1     |
| 45. | Stephan Katt          | Niemcy             | 2011      | –     | –      | 1    | 1     |
| 45. | Richard Hall          | Wielka Brytania    | 2013      | –     | –      | 1    | 1     |

### Według państw
Stan po sezonie 2024
| Lp. | Państwo           | Złoto | Srebro | Brąz | Razem |
| --- | ----------------- | ----- | ------ | ---- | ----- |
| 1.  | Niemcy            | 27    | 25     | 22   | 74    |
| 2.  | Wielka Brytania   | 9     | 11     | 10   | 30    |
| 3.  | Finlandia         | 4     | 2      | 1    | 7     |
| 4.  | Francja           | 3     | 3      | 6    | 12    |
| 5.  | Nowa Zelandia     | 3     | 3      | –    | 6     |
| 6.  | Dania             | 3     | 2      | 5    | 10    |
| 7.  | Holandia          | 2     | 3      | 3    | 8     |
| 8.  | Szwecja           | 1     | 1      | 2    | 4     |
| 9.  | Szwajcaria        | 1     | –      | 2    | 3     |
| 10. | Stany Zjednoczone | 1     | –      | 1    | 2     |
| 11. | Czechy            | –     | 4      | 2    | 6     |
| 12. | Norwegia          | –     | –      | 1    | 1     |